# Марсоль Клуа, Россенд
Россенд Марсоль Клуа (кат.  Rossend Marsol Clua; 22 октября 1922, Артеса-де-Сегре — 17 января 2006, Андорра-ла-Велья), известный под псевдонимом Сикорис (исп. Sícoris) — каталонский журналист и писатель.
Окончив Барселонский университет, Россенд Марсоль начал работу в качестве журналиста для различных газет в 1940 году, и это оставалось его основным занятием до тех пор, пока он не был вынужден бежать в Андорру из-за своего неприятия режима Франсиско Франко и поддержки движения за культурную автономию Каталонии. Был корреспондентом ежедневной газеты La Mañana (1959—1990), La Vanguardia (1965—1978) и др. Он работал на Радио Андорры и Радио Valira, является автором нескольких сборников поэм.

## Сборники стихов
- Cel i muntanya, Les Escaldes 1989
- Festa major, Les Escaldes 2001
- La terra dels Valires, Andorra la Vella 2003